# VCC
Video Cable Comunicación S.A., más conocida por su sigla VCC, fue una empresa proveedora de televisión por cable de Argentina que operó entre el 1 de diciembre de 1982 y el 1 de julio de 1998, siendo una de las pioneras de ese servicio en el país. Era la competidora directa de Telecentro, Telered, Multicanal y Cablevisión.

## Historia

### Comienzos
VCC fue fundada por Samuel Liberman. Inició su actividad el 1 de diciembre de 1982 en las localidades de Martínez, Acassuso y luego San Isidro, al norte del Gran Buenos Aires, con 500 suscriptores. Tenía tres canales propios: 3 (Noticias), 4 (Variedades) y 5 (Cine), además de retransmitir los entonces cinco canales de televisión abierta de la ciudad de Buenos Aires 2-7-9-11-13 
En 1985, se extendió a esta comenzando por el barrio de Belgrano, donde en 1986 instaló su sede propia (calle Cuba 2370). Sin embargo, el alto costo de la suscripción mensual sumado a lo poco atractivo de su oferta hizo que no tuviera mucha trascendencia. En 1989 fue aumentando el número de sus suscriptores debido a la incorporación de canales temáticos -destinados a diferentes tipos de público- y cadenas extranjeras vía satélite.

### Consolidación
Para 1990, VCC Video Cable había ampliado su oferta a 15 canales. Al principio, algunos canales reunían diversos géneros o segmentos de programación que más tarde pasaron a emitirse por separado.
- Producción Propia: Video Cable Sport, Premier, Cable Clip, Video Cine Continuado, Cablín + Familia, Cable Show + Nostalgia, Canal de la Mujer, Actualidad, Platino, La Bolsa en Directo, Cable Platea.
- Internacionales: CNN, ESPN, TVE, RAI, ECO, Rede Bandeirantes.

En noviembre de 1991, la cableoperadora inauguró el servicio codificado o pago por visión, con un paquete de canales al que se accedía mediante un decodificador por el cual el abonado debía pagar una tarifa mensual. El primer paquete incluía dos de cine: Space y TNT, y dos propios de eventos especiales: Weekend y Ticket (este último en vivo). Sin embargo no tuvo éxito, dado que su principal competidor Cablevisión ofrecía los mismos canales de cine en su servicio básico, e inclusive VCC tenía en su propio básico señales como Premier y Platino sin tandas publicitarias mientras que TNT sí las tenía. Por lo tanto, esta modalidad se limitó a la transmisión de eventos musicales y deportivos y más tarde de canales para adultos.
La incorporación de nuevas tecnologías como la fibra óptica, en lo que fue pionera frente a la competencia, permitió la ampliación de la red sobre todo en el Área Metropolitana de Buenos Aires y Córdoba, junto con el mejoramiento del servicio, llegando su grilla a casi 80 señales.

### Desaparición
En 1997, VCC fue adquirida en partes iguales por Cablevisión y Multicanal, las que por entonces estaban desarrollando planes de expansión absorbiendo a otras empresas de TV paga. En julio de 1998 asumieron sus operaciones y disolvieron la compañía, dejando asimismo de emitirse sus canales propios. Al momento de realizarse la operación VCC contaba con 700.000 clientes y la infraestructura más moderna de las cableoperadoras del país.

## Canales propios
VCC generó diversos canales, gestionados por Gala Producciones, empresa del mismo grupo. Algunos tuvieron mayor permanencia y eran emitidos también por otros cableoperadores del AMBA y resto del país:
- Cable Sport, de deportes;
- Cablín, infantil;
- Canal de la Mujer, femenino;
- Supercine -continuador de Premier-, de cine;
- Canal 56, de interés general;
- Ovación, de deportes en PPV.

### Otros fueron de menor duración y exclusivos para sus abonados
- Cable Clip, musical;
- Cable Platea, de ópera y conciertos;
- Platino, de cine premium;
- Gala Sport, de deportes;
- Video Cine Continuado, de cine a la carta;
- Colección, de cine clásico;
- Bravo, cultural;
- El Chef, de arte culinario;
- Rocket, de cine y series infantiles;
- Fashion Network, de moda;
- Open Cable, de actualidad;
- SofTV, sólo mostraba paisajes las 24 horas.

## Patrocinios
- Club Social y Deportivo Flandria
- Club Luján